# Карин Фосум
Карин Мартисен Фосум (на норвежки: Karin Fossum) е норвежка поетеса и писателка, авторка на бестселъри в жанровете криминален роман и трилър.

## Биография и творчество
Карин Мартисен Фосум е родена на 6 ноември 1954 г. в Санефьор, Норвегия. Още като тийнейджърка започва да пише поезия. През 1974 г. дебютира с поетичния си сборник „Kanskje i morgen“ (Може би утре). За него е удостоена с норвежката награда за дебют „Таряй Весос“.
За известно време работи като медицинска сестра в болници, старчески домове и център за рехабилитация на наркомани. Издава пак сборник с поезия и 2 сборника с разкази.
През 1995 г. е издаден първият ѝ криминален роман „Окото на Ева“ от емблематичната ѝ поредица „Инспектор Конрад Сейер“. Главният герой е твърдоглав криминален инспектор, който разследва най-заплетените убийства. Романът става бестселър и я прави известна писателка на трилъри. През 1999 г. е екранизиран в едноименния филм с участието на Бьорн Съндкуист и Андрине Сьотер.
Следващият ѝ роман от поредицата „Не поглеждай назад“ е удостоен с наградите „Стъклен ключ“ и „Ривъртън“. Той е екранизиран в едноименния телевизионен минисериал с участието на Бьорн Съндкуист, Кристиан Сколмен и Томас Робертсен.
След превода си през 2007 г. романът от поредицата „Дяволът държи свещта“ получава в САЩ Наградата за най-добър европейски криминален роман. Той е екранизиран през 2002 г. в телевизионен филм с Бьорн Съндкуист и Кристиан Сколмен.
Следващите ѝ романи също се превръщат в бестселъри и продължават да се екранизират в успешни филми и сериали.
Произведенията на писателката са преведени на над 25 езика по света. Наричана е от критиката „норвежката кралица на криминалния роман“. За романите си ползва съветите на двама реални инспектори от полицията.
Карин Фосум живее със семейството си в Силинг, близо до Осло.

## Произведения

### Самостоятелни романи
- De gales hus (1999)
- Jonas Eckel (2002)
- Natt til fjerde november (2003)
- Brudd (2006)
- Jeg kan se i mørket (2011)

### Серия „Инспектор Конрад Сейер“ (Inspector Konrad Sejer)
1. Evas øye (1995)
Окото на Ева, изд.: „Емас“, София (2007), прев. Валентина Ибришимова
2. Se deg ikke tilbake! (1996) – награда „Стъклен ключ“ и „Ривъртън“
Не поглеждай назад, изд.: „Емас“, София (2012), прев. Ева Кънева
3. Den som frykter ulven (1997)
Който се страхува от мечки..., изд.: „Емас“, София (2013), прев. Ева Кънева
4. Djevelen holder lyset (1998)
Дяволът държи свещта, изд.: „Емас“, София (2010), прев. Зорница Савчева
5. Elskede Poona (2000)
Индийската съпруга, изд.: „Емас“, София (2015), прев. Ева Кънева
6. Svarte sekunder (2002)
Черни секунди, изд.: „Емас“, София (2016), прев. Калина Тодорова
7. Drapet på Harriet Krohn (2004)
Убийството на Хариет Крун, изд.: „Емас“, София (2019), прев. Ева Кънева
8. Den som elsker noe annet (2007)
9. Den onde viljen (2008)
10. Varsleren (2009)
11. Carmen Zita og døden (2013)
12. Helvetesilden (2014)
13. Hviskeren (2016)

### Сборници
- Kanskje i morgen (1974) – поезия
- Med ansiktet i skyggen (1978) – поезия
- I et annet lys (1992) – разкази
- Søylen (1994) – разкази
- Natten er et annet land (2012) – поезия

### Екранизации
- 1999 Evas øye – по романа
- 2000 Sejer – se deg ikke tilbake – ТВ минисериал, по романа
- 2002 Sejer – Djevelen holder lyset – ТВ филм, по романа
- 2004 Den som frykter ulven – по романа
- 2006 Sejer – Svarte sekunder – ТВ минисериал, по романа
- 2007 La ragazza del lago – по романа
- 2008 De Gales hus – по романа
- 2016 Elskede Poona – по романа